# Oftalmoscopia
Oftalmoscopia ou fundoscopia é uma técnica  de observação do fundo do olho (retina e outras estruturas internas). 
O seu uso permite não só a avaliação de alterações oculares mas também a detecção de doenças sistémicas, pois estas podem causar retinopatia.
É usado um oftalmoscópio para a visualização da retina. O principio óptico consiste na projecção de luz, proveniente do oftalmoscópio, no interior do olho e mediante a reflexão dessa luz na retina é possível observar o fundo do olho.
Apresenta dois tipos de análise, a oftalmoscopia directa e a indirecta.

## Oftalmoscopia directa
Técnica em que se observa o fundo do olho através de um sistema de lentes, e que origina uma imagem direita. O campo de visão do observador é pequeno (10-12º).
Utiliza oftalmoscópios mais simples.

## Oftalmoscopia indirecta
Esta técnica permite ao clínico observar o fundo do olho de uma forma mono ou binocular, depende do oftalmoscópio utilizado.
O princípio óptico é o mesmo, mas no oftalmoscópio existem componentes adicionais (lentes, condensadores, diafragmas. A imagem do fundo do olho observada é invertida.